# 埼玉県道・群馬県道131号児玉新町線

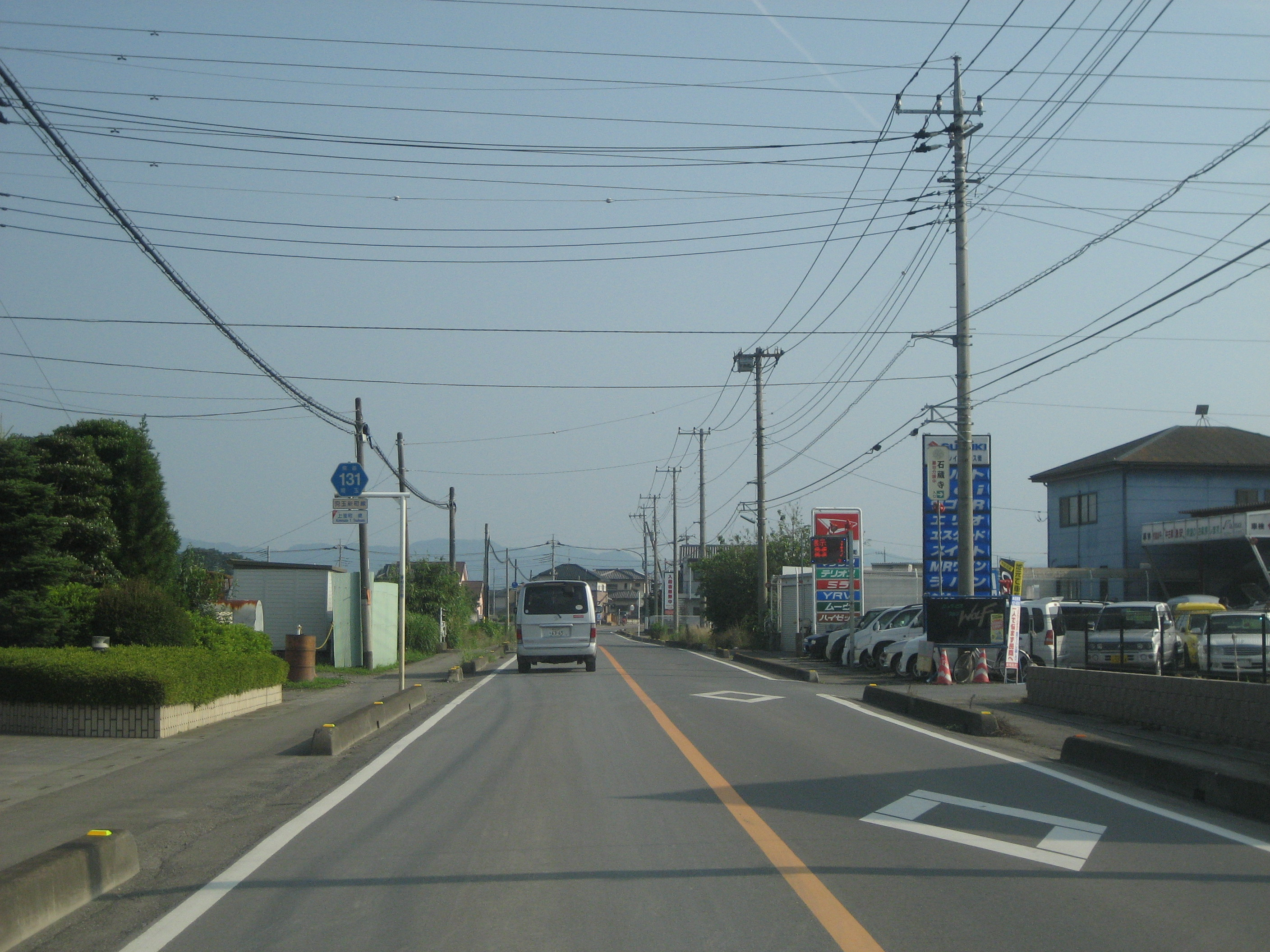
上里町内

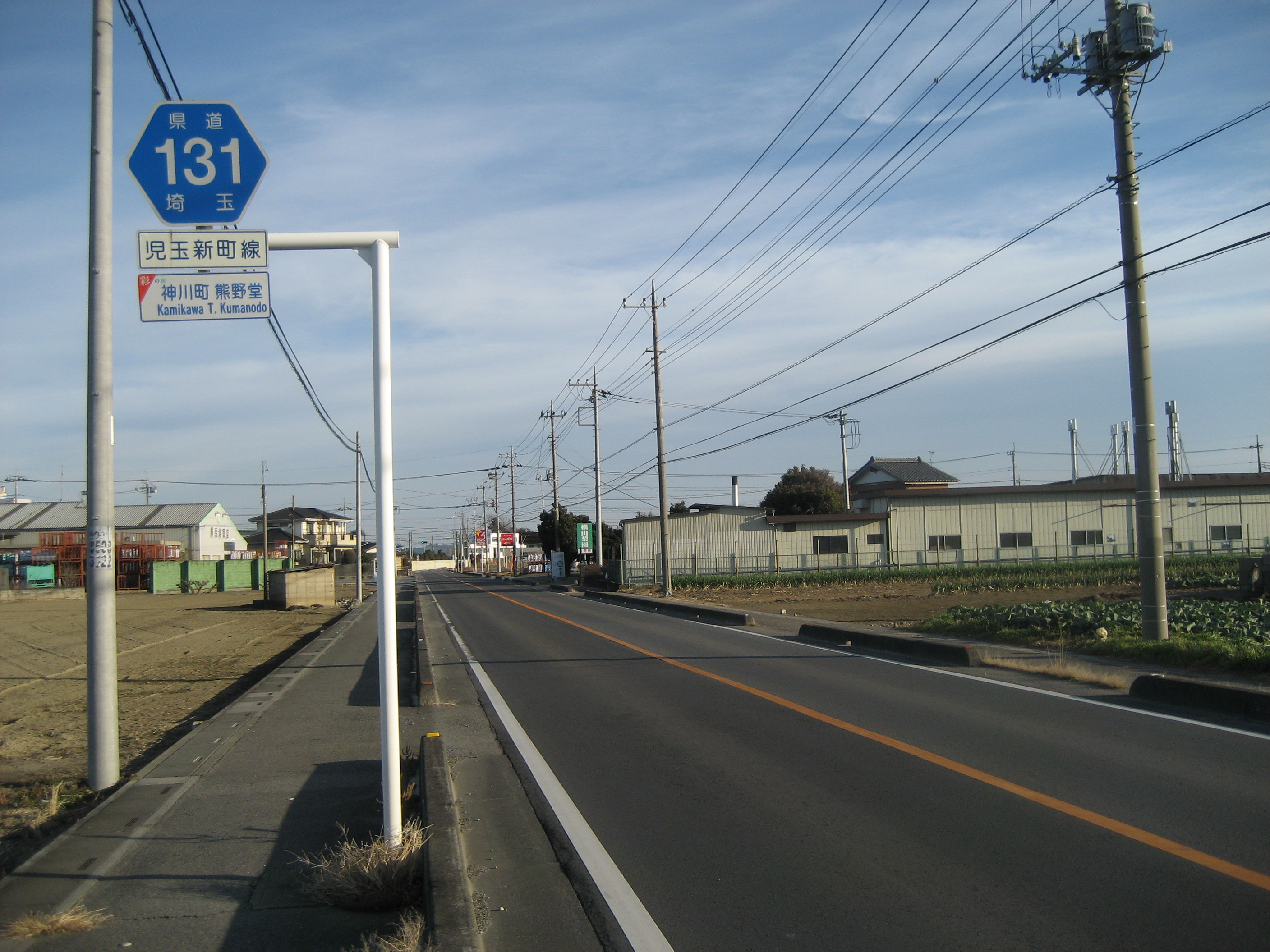
神川町内

埼玉県道・群馬県道131号児玉新町線（さいたまけんどう・ぐんまけんどう131ごう こだましんまちせん）は、埼玉県本庄市児玉地区から同県児玉郡上里町を経て群馬県高崎市に至る都道府県道である。

## 路線概要
- 起点：埼玉県本庄市児玉地区（国道462号交点）
- 終点：群馬県高崎市新町（群馬県道40号藤岡大胡線交点）
- 総距離：7,942m

## 通過する自治体
- 埼玉県
  - 本庄市 - 児玉郡（神川町 - 上里町）
- 群馬県
  - 高崎市

## 接続・交差する主な道路
- 国道462号（起点、本庄市児玉町八幡山 長浜町交差点）
- 国道254号（本庄市児玉町吉田林 長浜町北交差点）
- 埼玉県道・群馬県道22号上里鬼石線・群馬県道・埼玉県道23号藤岡本庄線（両線重複区間、児玉郡上里町 三町交差点）
- 国道17号（埼玉県児玉郡上里町 勅使河原交差点 - 群馬県高崎市新町の県境付近で重複）
- 埼玉県道392号勅使河原本庄線（上里町勅使河原）
- 群馬県道40号藤岡大胡線・群馬県道178号中島新町線（終点、高崎市新町 新町郵便局前交差点）

## 沿線周辺
- 児玉工業団地
- 神流川 (神流川橋)
- 陸上自衛隊新町駐屯地